# كاونتر سترايك: سورس
هي لعبة حماية المنشآت التي وضعتها شركة فالف. وهي نسخة جديدة كاملة من كاونتر سترايك وتشابه بشكل كبير الجزء الأولى ولكن في هذا النسخة تم إضافة بعض الخرائط وبعض الاضافات للعبة.

## اون لاين
سلسلة كاونتر سترايك تعتمد وبشكل كبير على العاب الشبكة ولا زلت تحتفظ بالأسلوب القديم مع بعض التحسينات

## روابط خارجية
- كاونتر سترايك: سورس على موقع IMDb (الإنجليزية)